# Estadio de Pinilla
El estadio de Pinilla es un recinto deportivo propiedad del Ayuntamiento de Teruel, situado en la calle San Juan Bosco, en Teruel, España. Actualmente es el estadio del C. D. Teruel, que milita en la Segunda Federación.

## Historia
El estadio fue inaugurado el 27 de julio de 1930 aunque no empezaría a ser usado hasta 1934 bajo el nombre de El Ensanche, además el terreno de juego sería de tierra hasta los años 1970 cuando se cambiaría por césped natural.
En 1944 se disputaría por primera vez la Copa del Rey en este estadio donde se enfrentaron la U. D. Teruel y el Español Arrabal ganando el equipo local por 2 a 0.
En la temporada 1986-87 el estadio acogería por primera vez partidos de la Segunda División B logrando además debutar el C. D. Teruel en Copa del Rey aquella misma temporada en primera ronda ante el C. D. Logroñés cayendo eliminado el equipo aragonés por un gol a tres.
En la temporada 2022-23 el equipo local lograría el ascenso a la Primera Federación, por ese motivo el Ayuntamiento de Teruel y el C. D. Teruel llegaría a un acuerdo para reformar el estadio y cumplir así con las exigencias de la categoría.

## Ubicación y acceso
El estadio se encuentra entre la calle San Juan Bosco y la avenida de Aragón. Se puede llegar en autobús urbano usando la línea B.